# يوليش
يوليش (بالألمانية: Jülich) هي مدينة و بلدة ألمانية تقع في ألمانيا في دورن.[بحاجة لمصدر] يقدر عدد سكانها بـ 33,882 نسمة .

## المدن التوأمة
مدينة Haubourdin هي مدينة توأمة لـيوليش.

## أعلام
- روبيرت لييبيرتز
- ماريا من يوليش-برغ
- فريدريك ستوك
- بيتر غرونبيرغ
- ألكساندر ميير
- انطون فيشر